# 714
714 (DCCXIV) fue un año común comenzado en lunes del calendario juliano, en vigor en aquella fecha.

## Acontecimientos

### Europa
- En Septimania, a los nobles visigodos locales del partido anti-Rodrigo se les ofrecen términos de paz similares a los del príncipe Teodomiro, y aceptan el señorío omeya. Otros visigodos se alzaron y proclamaron a Ardón como rey. Los visigodos refugiados se reúnen en los Picos de Europa.
- 16 de diciembre: Pipino II de Heristal, mayordomo del palacio merovingio, muere en Jupille. Su nieto Teodoaldo se convierte en el mayordomo del palacio, mientras que su repudiada esposa Plectrude tiene el poder real y encarcela al hijo ilegítimo de Pipino, Carlos Martel.
- Guerra civil dentro del clan pipínido: estalla una revuelta entre los francos y frisones neustrianos. El rey Radbod obliga al obispo Willibrord y sus monjes benedictinos a huir, y avanza hasta Colonia. Frisia se vuelve, una vez más, independiente.
- El duque Eudes se proclama príncipe de Aquitania, afirmando así la independencia legal y práctica del Reino franco.
- Grimoald el Joven, mayordomo del palacio de Neustria, es asesinado en peregrinación para visitar la tumba de San Lamberto de Maastricht en Lieja, por orden de su suegro, el rey Radbod.

- Táriq ibn Ziyad y Musa ibn Nusair toman Zaragoza y avanzan hacia Lérida. Llamados a Damasco por Walid I, ambos invasores se separan y Musa se dirige hacía Asturias para tomar León, Astorga, Zamora y Lugo.
- Abd al-Aziz ibn Musa, hijo de Musa ibn Nusair, es nombrado valí de al-Ándalus, conquistando Evora, Coímbra y Pamplona, establece la capital en Sevilla y se casa con Egilona, viuda del rey Rodrigo.
- Andorra comienza a fundarse como país.

## Nacimientos
- Childerico III, último rey franco de la dinastía Merovingia.
- Al-Mansur, califa abasí (m. 775)
- Fujiwara no Nagate, noble japonés (m. 771)
- Bashār ibn Burd, poeta persa.  (m. 783)

## Fallecimientos
- 5 de septiembre: Shang, emperador de la dinastía Tang.
- 16 de diciembre: Pipino de Heristal, mayordomo de palacio de Austrasia.
- Al-Hajjaj ibn Yusuf, general omeya (n. 661)
- Grimoaldo el Joven, mayordomo de palacio de Neustria.
- Guthlac de Crowland, ermitaño anglosajón
- Sa'id ibn Jubayr, erudito musulmán (n. 665)
- Flann mac Áedo, rey de Fir Cúl en Brega de los Síl nDlúthaig de los Síl nÁedo Sláine de Brega.